# Jean Marre
Jean Marre est un prélat français du XVIe siècle, né à Simorre en 1436, mort à Condom le 13 octobre 1521, à 85 ans. Il est successivement moine, prieur, vicaire général puis évêque de Condom.

## Biographie

### Moine de l'abbaye de Simorre - Formation
Jean Marre a été moine de l'abbaye de Simorre. En 1449, son père, Dominique Marre, négociant à Simorre, a acheté pour lui une prébende de l'abbaye de Simorre. Il a alors commencé son noviciat. Il fait profession de foi dans l'abbaye en 1450.
Peu après avoir terminé sa formation dans l'école de l'abbaye, il est envoyé étudier à la Faculté de décret et de droit civil de l'Université de Toulouse. En moins de dix ans il a obtenu le grade de licencié in utroque jure. N'étant pas encore prêtre il ne pouvait pas obtenir une licence de théologie. Cependant, ses écrits montrent qu'il a subi l'influence de dominicains.
En 1459, il est ordonné prêtre. Il est alors revenu à l'abbaye de Simorre où l'abbé, Jean de Labarthe, lui a confié l'office d'aumônier. Cet office lui permettait d'obtenir la collation des bénéfices du prieuré de Mazerettes. Jean Marre est resté dans l'abbaye et a rapidement obtenu l'office de prieur claustral à l'âge de 25 ans.

### Prieur de Nérac - Moine de l'ordre de Cluny
L'évêque de Condom, Guy de Montbrun, lui a conféré le prieuré de Nérac. Jean Marre a quitté Simorre pour Nérac. Nérac était alors la résidence principale des sires d'Albret.

### Prieur d'Eauze
Jean Marre a été nommé prieur d'Eauze en 1463. Le prieuré Saint-Luperc d'Eauze appartenait à l'ordre de Cluny et il a dû y faire une nouvelle profession. Chaque année, le Chapitre général de l'ordre se réunissait à l'abbaye de Cluny et tous les abbés et prieurs devaient s'y rendre autant que possible. Les visiteurs de l'ordre rendaient compte de leurs enquêtes dans les Provinces, et les définiteurs prenaient les mesures qui paraissaient s'imposer. Peu après la fin de la guerre de Cent Ans, les  procès-verbaux montrent la détresse des moines à la fin du conflit franco-anglais et un effort de redressement. Les édifices religieux avaient besoin de réparation. Les Chapitres généraux insistent alors sur la nécessiter de réparer les édifices, et, en 1489, il est décidé que le tiers des revenus des prieurés devait être réservé à cette tâche.
Il entreprend la construction de la nouvelle église Saint-Luperc, probablement avant 1489. La paix revenue permettait au prieur et aux habitants de contribuer à cette reconstruction car Jean Marre continue à contribuer aux dépenses quand il est évêque de Condom.
Au Chapitre général de 1466 il est élu visiteur de l'ordre de Cluny pour la Gascogne avec le prieur de Saint-Orens d'Auch. Il a été réélu visiteur de l'ordre pour la Gascogne plus de vingt fois, sauf en 1473, 1475, 1481, 1482, 1484, 1487, 1490, 1491, 1493 et 1494. Le Chapitre général l'a employé à promouvoir la réforme en Gascogne.
Il a dû résigner son prieuré d'Eauze avant 1494 car, à cette date, un certain Jean de Lagrèze qui apparaît comme prieur d'Eauze.

### Official et vicaire général de l'archevêché d'Auch
Peu après la nomination de Jean de Lescun comme archevêque d'Auch, ce dernier utilise les services de Jean Marre. En 1469, Jean Marre accorde au nom de l'archevêque des indulgences participant çà ceux qui participaient à la construction de la cathédrale d'Auch. Il est official de l'archevêché d'Auch jusqu'en 1474, vicaire général jusqu'en 1483. En 1474 l'archevêque d'Auch doit se réfugier à Avignon pour avoir critiqué le meurtre du comte d'Armagnac. Jean Marre se rend en délégation auprès de Louis XI pour obtenir le pardon royal. Jean de Lescun revient à Auch en 1480.
Il semble que Jean de la Trémoille (1490-1505) lui a aussi confié les fonctions d'official et de vicaire général. Jean Marre a tenté de rappeler les chanoines de la cathédrale d'Auch à l'observance de leur règle. Les chanoines protestèrent auprès de Rome en prétextant de l'insuffisance des bâtiments claustraux. Le pape leur a donné raison en 1505, mais Jean Marre n'était plus à Auch.

### Évêque de Condom

#### Élection et querelles
Antoine de Pompadour, évêque de Condom, meurt le 11 octobre 1496. Depuis 1438, l'évêché de Cadom était sous le régime de la Pragmatique Sanction. Il pouvait élire son évêque, sauf à agréer le candidat du roi quand il y en avait un. Le Chapitre a rapidement élu Jean Marre, mais le Saint-Siège qui était opposé à la Pragmatique Sanction imposait souvent son candidat. Le cardinal Jean Bilhères de Lagraulas a obtenu du pape Alexandre VI sa nomination à l'évêché de Condom bien qu'il fût déjà évêque de Lombez, abbé de Saint-Denis, Saint-Martin de Nevers, Luxeuil, TournusLe Mas-Grenier, ... Jean Marre a alors fait confirmer son élection comme évêque de Condom par l'archevêque de Bordeaux. Pour défendre sa nomination, le cardinal de Bilhères a fait courir le bruit que son élection était due à l'appui d'Alain d'Albret et qu'il s'était entendu avec Jean Marre pour laisser l'évêché de Condom à son fils Amanieu d'Albret quand il aurait l'âge requis. Finalement le roi Charles VIII a tranché en faveur de Jean Marre qui a pris possession en personne de son évêché le 23 janvier 1497. Cependant, de Rome, des bulles de provision rappelaient au chapitre que le pape avait nommé évêque de Condom le cardinal de Bilhères. Des partisans du cardinal de Bilhères s'emparèrent par les armes de Larressingle, mais ils sont condamnés par le parlement de Bordeaux et doivent rendre le village à l'évêque. Le cardinal de Bilhères meurt un an plus tard, mais le pape ne reconnut pas Jean Marre comme évêque et nomma Amanieu d'Albret en qualité d'administrateur par une bulle du 13 septembre 1499 mais qui a finalement été révoquée par le pape.
Au début de son épiscopat, la position de Jean Marre comme évêque de Condom est équivoque : reconnu par le roi de France, il ne l'est pas par le pape. Cette situation a duré jusqu'à la signature du concordat de 1516 qui a retenu le statut particulier des évêques de France. À sa mort, en 1521, Jean Marre était reconnu comme évêque de Condom par le Saint-Siège.

#### Faits et gestes
L'incendie des archives de l'évêché de Condom par Montgommery en 1569 ne permet pas de reconstituer en détail l'action de Jean Marre à Condom. En 1497, Jean Raulin se plaignait que parmi les 101 évêques français, il n'y en eut que « trois ou quatre qui eussent le souci de remplir leur charge » et vingt ans plus tard, Josse Badius a écrit dans une préface de l' Enchiridion sacerdotale que Jean Marre était « seul parmi beaucoup il prit soin du troupeau qui lui était confié ».
Pendant une épidémie de peste dans un faubourg de Condom, en 1507, il ne craint pas d'aller rendre visite aux pestiférés. Onze ans plus tard, nouvelle épidémie de peste. Il participe à la distribution de soupe aux malades.
En 1509 il est entré en conflit avec les consuls de la ville car il avait décidé de mettre les armes de l'église de Condom à côté de celles du roi sur les portes de la ville car Condom était un paréage du roi et de l'évêque. Les consuls font enlever les armes de l'évêque et celui-ci portant l'affaire devant le parlement de Bordeaux obtient gain de cause en 1511, mais sans obtenir son exécution, puis devant le Grand Conseil en 1514 qui confirma les arrêts antérieurs. Le peuple de Condom détruisit les armes que l'évêque fit mettre sur les portes. En 1519, nouvel arrêt du Grand Conseil qui les fait rétablir. Devant l'opposition populaire, on dut surseoir à l'exécution, mais en exigeant que les consuls prêtent serment à genoux au roi et à l'évêque, leurs seigneurs.
Au sortir de la guerre de Cent Ans, nombre d'églises étaient à restaurer. Il a fait réparer, agrandir ou bâtir la maison épiscopale de Francescas, l'église de Laplume, les couvents des Mineurs et des Carmes de Nérac, la chapelle Saint-Sigismond près de Mézin, une chapelle et les stalles de l'église de Simorre, ...
En 1507, il entreprend de reconstruire la cathédrale de Condom qui menace ruine. Ayant déjà 71 ans et n'étant pas certain de voir la fin de la construction, il demande au parlement de Bordeaux de prendre un arrêt contraignant son successeur de prendre en charge la continuation des travaux. En 1517, il double sa participation aux travaux. Quand il meurt, en 1521, il venait d'acheter le plomb nécessaire à la couverture.
Jean Marre a cherché à améliorer les études dans les écoles de Condom, s'intéressant probablement à la formation du clergé. Il s'est intéressé aux écoles de Condom qui étaient confié à trois régents : un maître ès-arts ou arcien, un pohète, et un grammairien. Le grammairien enseignait aux enfants, les deux autres aux étudiants. Il cherche à faire venir à Condom les meilleurs maîtres pour sa petite université. Il fait venir en 1517-1518 un maître ès-arts de Paris du nom de Jehan Gledstan. D'après une lettre envoyée par Mathurin Alamande à Jacques Lefèvre d'Étaples, il fait venir à grands frais à Condom Jacques Almain (mais il n'a pas dû rester longtemps car il n'y a pas d'autre document sur sa présence à Condom) et serait décédé à Auvillar (d'autres ont supposé qu'il était mort à Paris car il a enseigné au collège de Navarre).
En 1517, les consuls d'Agen écrivent « à Monseigneur l'evesque de Condom que est bon et dévot prélat, que priast Dieu pour l'œuvre du pont ».
En 1519, les moines de l'abbaye de Simorre l'ont élu abbé, mais ne voulant pas cumuler les bénéfices, il refusa cette élection.